# Kuala Ligan
Kuala Ligan is een bestuurslaag in het regentschap Aceh Jaya van de provincie Atjeh, Indonesië. Kuala Ligan telt 371 inwoners (volkstelling 2010).